# Dunfermline
Dunfermline ( [dʌnˈfɜːrmlᵻn]IPA, skotskou gaelštinou Dùn Phàrlain) je město ve skotské správní oblasti Fife, ležící 20 km jihozápadně od Glenrothes a 5 km severně od pobřeží zálivu Firth of Forth. Žije v něm okolo padesáti tisíc obyvatel a je díky množství historických budov známé pod přezdívkou Auld Grey Toun (Staré šedé město).
Místo bylo osídleno již v neolitu, první písemná zmínka pochází z roku 1070, kdy měl ve zdejším kostele svatbu král Malcolm III. Roku 1128 bylo založeno benediktinské opatství (klášter Dunfermline). Ve středověku bylo Dunfermline faktickým hlavním městem Skotska a roku 1295 zde byla uzavřena spojenecká smlouva mezi Skotskem a Francií, tzv. Auld Alliance. V květnu 1624 byla většina města zničena požárem, opětovný rozkvět nastal v době průmyslové revoluce díky výrobě lněného plátna a těžbě černého uhlí. Ve 21. století jsou hlavními zaměstnavateli elektronická firma Solectron a největší sklad společnosti Amazon.com v Británii.
Z Dunfermline pocházel továrník a mecenáš Andrew Carnegie, jeho rodný dům slouží jako muzeum. Také se zde narodili spisovatelé Robert Henryson a Iain M. Banks, baletka Moira Shearerová nebo zpěváci Ian Anderson a Dan McCafferty.
Sídlí zde fotbalový klub Dunfermline Athletic FC, semifinalista Poháru vítězů pohárů 1968/69. Jeho domácí stadion se nazývá East End Park.